# 中井直正
中井 直正（なかい なおまさ、1954年5月31日 - ）は、日本の天文学者。筑波大学数理物質系物理学域教授。専門は、電波天文学。

## 人物
富山県東礪波郡城端町（現・富山県南砺市）出身。祖父江義明の弟子であり、銀河中心での巨大ブラックホールの発見とその研究により、1996年仁科記念賞、2008年日本学士院賞を受賞。
所属学会は日本天文学会・国際天文学連合・国際電波科学連合。研究テーマは銀河の構造と進化、ブラックホールの観測的研究。

## 略歴
- 1976年3月：詫間電波工業高等専門学校電波通信学科卒業[2]。
- 1977年4月：関西学院大学理学部物理学科編入学[2]。
- 1980年：3月、関西学院大卒業[2]。4月、名古屋大学大学院理学研究科宇宙理学専攻修士課程入学[2]。
- 1982年：3月、名古屋大学大学院修士課程修了[2]。4月、東京大学大学院理学系研究科天文学専攻第1種博士課程入学[2]。
- 1985年：3月、東京大学大学院博士課程修了[2]、東大より理学博士の学位を取得[2]。4月、日本学術振興会奨励研究員[2]。
- 1986年4月：東京大学東京天文台野辺山宇宙電波観測所研究員[2]。
- 1987年4月：日本学術振興会特別研究員[2]。
- 1988年12月：東京大学理学部天文学教育研究センター助手[2]。
- 1989年11月：国立天文台電波天文学研究系助手[2]。
- 1993年4月：国立天文台助教授[2]。
- 1997年9月：国立天文台教授[2]。
- 1998年4月：国立天文台研究主幹を2002年3月まで併任[2]。
- 2002年4月：国立天文台野辺山宇宙電波観測所長を2004年3月まで併任[2]。
- 2004年4月：筑波大学大学院数理物質科学研究科物理学専攻教授[2]。
- 2011年10月：組織変更により現職[2]。

## 受賞等
- 1996年12月：仁科記念賞受賞「銀河中心巨大ブラックホールの発見」[2]
- 1998年3月：日本天文学会欧文研究報告論文賞[2]
- 2008年6月：日本学士院賞受賞「水メーザー源のVLBI観測による活動的銀河中心核と巨大質量ブラックホールの研究」[2]
- 2012年3月：日本天文学会欧文研究報告論文賞[2]

## 著書
- 谷口義明他編集『シリーズ現代の天文学 第4巻 銀河Ｉ - 銀河と宇宙の階層構造』日本評論社、2007年、ISBN 978-4-535-60724-8、分担執筆[4]
- 福井康雄・中井直正他編集『シリーズ現代の天文学 第6巻 星間物質と星形成』日本評論社、2008年、ISBN 978-4-535-60726-2、共同編集・分担執筆[4]
- 中井直正他編集『シリーズ現代の天文学 第16巻 宇宙の観測 II - 電波天文学』日本評論社、2009年、ISBN 978-4-535-60736-1、共同編集・分担執筆[4]
- 岡村定矩他編集『シリーズ現代の天文学 別巻 天文学辞典』日本評論社、2012年、ISBN 978-4-535-60738-5、分担執筆[4]
- 小笠原正明他編著『現代人のための統合科学 - ビッグバンから生物多様性まで』筑波大学出版会、2012年、ISBN 978-4-904074-22-0、分担執筆[4]